# Bulbophyllum fonsflorum
Bulbophyllum fonsflorum là một loài phong lan thuộc chi Bulbophyllum.